# 三体II：黑暗森林
《三体II：黑暗森林》是中国大陆作家刘慈欣于2007年创作的科幻小说。本书是“三体系列”（系列原名：地球往事三部曲）的第二部，由重庆出版社出版，属于姚海军主编的“中国科幻基石丛书”系列。2021年，本作榮獲星雲賞海外部門長篇小說獎。

## 简介
叶文洁曾对女儿的高中同学罗辑解释了自己对宇宙社会学的看法：“星星都是一个个的点，宇宙中各个文明社会的复杂结构，其中的混沌和随机的因素，都被这样巨大的距离滤去了。那些文明在我们看来就是一个个拥有参数的点，这在数学上就比较容易处理了。”
她告诉罗辑宇宙社会学的两条公理是：“第一，生存是文明的第一需要；第二，文明不断增长和扩张，但宇宙中的物质总量保持不变。”她希望罗辑能够在两条简单的不证自明的公理的基础上推导出整个宇宙社会学的理论体系。
因此“宇宙就像是一座黑暗森林，每个文明都是带枪的猎人，像幽灵般潜行于林间，轻轻拨开树枝探索外界，同時竭力不發出脚步声隱藏行蹤，因为林中到处都有与他一样潜行的猎人。如果他发现了别的生命不管是不是猎人，不管是天使还是魔鬼，能做的只有一件事：开枪消灭之，在这片森林中，他人就是地狱，永恒的威胁來源、任何暴露自己存在的生命都将很快被消灭。”
《黑暗森林》承接上一部《三体》的内容，主要讲述了“黑暗森林”理论的建立与应用。

## 情节

### 面壁者
《黑暗森林》的剧情承接自《三体》，讲述了人类在古筝计划之后对已知晓的400年后到达太阳系的三体舰队入侵一事的回击以及两个文明间的博弈。虽然ETO（地球三体组织）的大部分势力与主体被各国所击溃，但是智子（由三体人所制造的高维展开的人工智能机器）的存在，使得三体人能随时掌控人类世界的所有数据与情报，这意味着地球的防御计划將会完全对敌人泄露。对于智子而言，只有人类的思维有隐私可言。而三体人由于思维的透明性，其自身完全无法理解人类的计谋。
在此情况下，联合国批准了“面壁”计划，人类社会将赋予四位“面壁者”庞大的资源来设计防御三体人入侵的战略，通过欺骗三体人来隐藏其真实的意图与战略。其中三位面壁者都是国际政坛与学术上的精英之辈，但是作为第四人的罗辑却是鲜有人知的小人物，其不过是一个玩世不恭的中国天文学家和社会学家，甚至他自己对突然受此重任也一头雾水。各国认可罗辑作为第四位面壁者的原因则是基于三体人对他的恐惧以及三体文明为了取其性命而直接向ETO下达的追杀令，这使得联合国将最大的期望寄托于罗辑身上。
而作为面壁计划的对策，ETO残党为每一位面壁者指派了一个“破壁人”（罗辑的破壁人是他自己）。破壁人将通过智子时刻掌握研究面壁者的行动，并分析出面壁者的真实意图。

#### 面壁者比尔·希恩斯
英国神经学家，在成为面壁者之后，与妻子山杉惠子开始着重研究人类的大脑，希望通过提高现代人类的智商，激发人类大脑的潜能来为人类的未来谋得出路。在研发出思想钢印之后，其对人类智商的研究陷入科技瓶颈，他与妻子也选择进入冬眠，等待科技水平的进步。

#### 面壁者弗雷德里克·泰勒
前美国国防部长，计划建立一支以高威力短射程的球形闪电为武器的人类舰队，在末日决战之时拼死靠近三体舰队并发动自杀式攻击。为此泰勒奔波拜访日本神风特攻队纪念馆与基地组织，希望不屑于自身生死的攻击方式能保留在人类军队之中直到末日决战，但泰勒的破壁人出现并指出，泰勒的真实目标是在末日之战中以球状闪电和宏原子武器攻击地球舰队，使其化为由无数量子幽灵组成的一支呈宏观量子态的地球舰队去抵抗三体舰队。并且破壁人告诉泰勒，无论是否成功建立量子幽灵舰队，“主不在乎”。整个计划旋即被公之于众，泰勒最终陷入失败与对未来的绝望并自杀。

#### 面壁者雷迪亚兹
前委内瑞拉总统，因击退美国的入侵而闻名，他打算建造更具威力的氢弹来作为武器。为此他主持制造了上亿吨TNT当量的核武器，将其置于水星上进行核试验，期望核爆后的原爆点形成便于开发的地下掩体，使得人类能够在水星建立基地；并布置大量超大当量的核武器，以靠近太阳的强热与高辐射作为最后防线，攻击三体舰队。为此雷迪亚兹建议联合国批准建造了大量上亿当量的氢弹，而在此之后不久，他的破壁人出现，并指出雷迪亚兹的真实计划是以在水星引爆这些核弹为筹码，同三体人进行谈判。因为破壁人指出在雷迪亚兹的估算中，大量核弹于水星地表引爆会改變水星的公转轨道并使得水星缓慢坠入太阳，造成太阳内部的恒星物质喷射到太空中让太阳的三颗近地行星在摩擦中公转失速而相继坠入太阳，从而毁灭地球。而三体人失去星际移民的希望并最终毁灭于三体行星坠入恒星，使两个文明同归于尽。对此雷迪亚兹的破壁人表示，“主不在乎”(實行計畫所需的恆星級氫彈數量不可能成功完成製造)。最终雷迪亚兹以核弹威慑联合国并逃回了委内瑞拉，却死于得知其计划的人民愤怒的暴动之中。

### 咒语
最不像面壁者的罗辑，在被宣布授予面壁者职务之后便经历了一次ETO的暗杀，侥幸因为负责其安全的中国警官史强（大史）在此前为他穿上的防弹衣而幸免于难。罗辑试图拒绝他的面壁者身份，但他发现自从他被选为面壁者后，所说的一切宣告就陷入了说谎者悖论之中。对于未来本就随遇而安，罗辑在之后尽显他那玩世不恭的态度，以面壁计划分配给面壁者的庞大资源与特权来为自己服务与享乐。当其他面壁者招兵买马执行宏伟计划的时候，他只是在自己精心挑选的世外桃源里散步。终于，推出面壁计划的联合国使罗辑的妻子莊顏和孩子冬眠，以迫使罗辑开始工作。而基于对妻子与孩子的爱，罗辑最终开始对数年前叶文洁所告知他的理论进行推演，并得出了这个宇宙的社会学与星际间的基础博弈理论——黑暗森林法则。为了验证这个结论，罗辑选择了一颗距离地球49.5光年的恒星187J3X1，并向宇宙广播了这颗恒星的位置，对联合国则解释为施加给187J3X1的毁灭性咒语。而这次试验导致三体人进一步努力除掉他，他们从罗辑那儿感到了真实的威胁。三体人的担心成为了现实——罗辑掌握了“宇宙最重要的秘密”。
在此之后罗辑因流感而性命垂危，虽然外界很多人都得了这种病，但是该病对别人的影响都很轻，却唯独几乎要了罗辑的命。最后被证实，这次流感实际上是ETO针对罗辑的基因武器袭击。由于当前的医学对此束手无策，罗辑只好进入冬眠，等待将来可以治愈的一天。
中国太空军的军官章北海在面壁计划进行的同时也实施着自己的计划。他用陨石材料制造了几颗子弹，并搭乘太空电梯在近地轨道上用它们暗杀了一些参加落成仪式的军方要员，因为他们反对研究使用核聚变的无工质辐射驱动。章北海相信这是唯一有希望对抗三体人与延续人类文明的技术。由于暗杀发生在太空，陨石子弹造成了这些人死于流星雨的假象，使得章北海逃脱了谋杀嫌疑。随后他加入了“支援未来”计划，很快进入了冬眠。
罗辑与比尔·希恩斯在进入冬眠大约200年之后被唤醒，这已经是一个完全不同的世界。地球在过去的两个世纪里曾经为了备战的考虑，工业与科技的投入使得社会被完全破坏，环境条例被废除，导致生态灾难，地球表面大面积沙漠化，人口因饥饿与疾病而锐减了数十亿，而这段黑暗的历史则被称谓大低谷。同时，各国则挖掘了庞大的地下城市作为三体舰队达到时的防御掩体。而在经历了大低谷之后的人类回归到发展自身社会上来，着重于民生与经济的投入，使得在罗辑苏醒的年代，人类社会已经达到十分富足与和平的近乎乌托邦的世界。科学上，尽管有智子的封锁，地球的技术仍然取得了巨大进步，太空舰队已拥有数以千计的战舰。有了强大的舰队，许多人在讨论未来与三体人的和平谈判。被唤醒之后，罗辑立即受邀参加了联合国就面壁者计划的最后一次会议，藉由大低谷后数十年来的应用技术爆炸发展，世界已经开始相信人类已经掌握了高于三体舰队的军力，并且对末日之战人类的胜利信心十足，在此由各国向罗辑与希恩斯宣布了面壁计划的结束。罗辑终于恢复了平民的身份，在放下面壁者的重任后开始努力融入这个新的地球社会，因为在此时，社会结构、价值观、伦理观相较于二十一世纪初都已经发生了翻天覆地的变化。同时罗辑也碰见了同样冬眠了上百年的大史。由于未来的城市系统依靠着联网的机器而运作，二人却不断地莫名碰到各种针对罗辑的袭击——一种由ETO最后的残党制造的已经隐藏了数十年的计算机病毒——Killer 5.2，试图利用它能控制的各种机器来谋杀罗辑。为了逃过追杀，罗辑与大史求助于警察，并计划搬往地面上由冬眠者组成的更为“原始”的社区居住。
另一位还健在的面壁者，比尔·希恩斯，在联合国对于面壁计划的最后一次听证会上，被破壁人当场指出他的目标并不是提高人类的思想能力，而希恩斯的真实目的就是思想钢印的诞生。作为能对人的潜意识和信念产生影响的设备，表面上思想钢印是为了坚定太空军必胜的信念，事实上却被希恩斯用于对太空军军人宣传失败主义思想，寄希望于人类逃出太阳系，保留文明的火种，而他的破壁人就是他的妻子及科研同事——山杉惠子。

### 黑暗森林
在“支援未来”计划中冬眠的章北海亦于罗辑等人同时代被唤醒，此时的各国太空舰队都已从本国独立，整合成为了太阳系内的主权国，而章北海则隶属于亚洲舰队，鉴于他突出的勇气和领导才能，尤其是在希恩斯计划曝光后军界对于钢印族逃亡主义的担忧，章北海被授予自然选择号星舰执行舰长的职位。在从原舰长东方延绪手中接过自然选择号舰的控制权后，章北海却毅然选择了率自然选择号逃出太阳系以躲避即将到来的三体舰队，以此来履行他的计划——保留人类文明的火种。而对于自然选择号的叛逃，舰队国际第一时间派出四艘星舰开始了追击。
而在此时人类透过太空望远镜发现了三体舰队所发射的十艘先行探测器之一即将到达太阳系，而人类社会基于对未来的信心，更倾向于认为这颗探测器是三体向人类交流与求和的标志。另一方面，因为各国都想成为第一个接触外星文明的国家，国际上出于政治的考虑，选择让舰队国际全部战力前往捕获这颗来自三体文明的探测器。而各舰队的战舰则于土星轨道排成了一个稠密的矩阵队形待命。与此同时，地球上的人亦兴奋地注视着这场展示人类力量和尊严的行动。探测器到达太阳系了，它像一颗闪烁金属光泽的固体“水滴”，看起来并没有什么危险。地球人惊叹于这探测器的美，认为它是等候多时的三体舰队和平信号。各大太空舰队全部以密集编队集结，只有逃跑的自然选择号及其追捕者不在编队只中。无人飞船捕获了这颗探测器，一队科学家对它进行了研究，丁仪推测构成水滴的物质是由强作用力结合在一起的，因此其材料强度程度超乎想象。
这时水滴启动，挣破了无人飞船对它的束缚，并立即攻击舰队。舰队的矩阵密集队形使水滴轻松洞穿大量星舰，在短时间内导致了大量伤亡。地球太空军全军覆没，只有两艘地球飞船逃离了攻击，飞往太空深处。
水滴向地球飞去，引起群众恐慌。然而，水滴只是划过地球，并停在了地日间的拉格朗日点。在这里，它发出了强烈的干扰信号，以阻止地球再次使用太阳的增益反射机制。
没被毁灭的地球飞船只剩下自然选择号及其追捕者企業号 , 深空号，蓝色空间号和終極規律号 , 以及那两艘逃脱了大屠杀的飞船青铜时代号 , 量子号。他们都形成了相同的战略——逃离太阳系，飞向临近的恒星，希望能再度建立文明。但很快，人们发现由于资源不足，计划不可能进行，而飞船间数十万公里的距离，延迟了通讯，也加剧了“猜疑链”——一个自我强化的不信任环：链上的每艘飞船都无法确定其它飞船的真实意图。这最终导致了飞船间的互相攻击。最终只有蓝色空间号幸存；相同的情况也发生在两艘逃脱了水滴攻击的飞船之间 , 量子号被消滅 。仅存的飞船从被摧毁的飞船上收集了给养（甚至将被摧毁飞船上的舰员尸体作为食物补给），飞向遥远的恒星，并切断了和地球的联系。
黑暗战役解释了这部小说的核心隐喻。目光回到地球，罗辑和大史发现187J3X1恒星已经被毁灭了。这证实了罗辑的猜测，他向大史解释该恒星被毁灭的深意。宇宙里充满文明。文明在宇宙中的行为遵循两条公理：1. 生存是文明的第一需要；2. 文明不断增长和扩张，但宇宙中的物质总量保持不变。就像猎人在一片黑暗森林中，一个文明永远无法确定外星文明的真实意图。恒星间巨大的距离导致了一个无法回避的“猜疑链”，两个文明无法建立足够快速的联系以消除不信任，导致冲突不可避免。因此，每个文明为了自己最大的利益，需要先发制人地打击任何发展中的文明，以避免其发展后威胁自己。
这个领悟使面壁计划重新启动；然而，由于通过太阳发送信息的方法已被水滴屏蔽，罗辑无法再执行任何有意义的计划了。但联合国让罗辑去执行一项追踪即将进入太阳系的其它探测器的计划。雪地计划试图创造一个围绕太阳系的“屏幕”——当其它探测器穿过的时候，将显示它们的轨迹。罗辑很快意识到这项计划并没有实际用途，但仍然继续工作。他把自己投入到这项计划中，但该计划失败了，没有达到它打算覆盖的范围。
三年后，公众对罗辑失去信心，罗辑逐渐被社会遗忘。他最后驱车到叶文洁的墓前。罗辑为自己掘墓，并向通过智子监视他的三体人发出最后通牒。指出先前的雪地计划其实是另一种广播三体世界坐标的方式。三体人选择了让步，同意改变他们舰队的航向，解除智子封锁，并向人类传授先进科技。威慑纪元开始。

## 出场角色
羅輯
面壁人，天文学家，社会学家
弗雷德里克·泰勒
面壁人，前美國國防部長
曼努爾·雷迪亞兹
面壁人，南美政治家
比爾·希恩斯
面壁人，英國裔腦科學家
章北海
太空艦隊軍人，“自然选择”号战舰执行舰长
常偉思
太空艦隊軍人
東方延绪
太空艦隊軍人
山杉惠子
科學家，比爾·希恩斯的妻子与破壁人
莊顏
羅輯的妻子
史强
警察及反恐专家
丁仪
物理学家

## 轶事
- Facebook公司因此将其开发的电脑围棋程序命名为Darkforest（黑暗森林）。

## 改编作品
- 2015年中国导演王壬推出改编自《三体II：黑暗森林》的科幻短片《水滴》。

- 德国西德广播公司与北德广播公司在2017年将《三体》系列第一部改编为德语广播剧后，2018年又改编了第二部。